# سانزو نوساكا
كان سانزو نوساكا (30 مارس 1892-14 نوفمبر 1993) كاتبًا يابانيًا ومحررًا، ومنظم عمل، وعميلًا شيوعيًا، وسياسيًا، وأستاذًا جامعيًا ومؤسس الحزب الشيوعي الياباني. كان والده تاجرًا يابانيًا ثريًا، والتحق بجامعة كيئو المرموقة. بدأ اهتمام نوساكا بالحركات الاجتماعية أثناء وجوده في الجامعة، وانضم بعد التخرج إلى منظمة عمالية معتدلة، وعمل عضوًا في فريق بحثي، وكاتبًا ومحررًا لمجلة المنظمة. سافر إلى بريطانيا في عام 1919 لدراسة الاقتصاد السياسي، وتعمّق في دراساته عن الماركسية وأصبح شيوعيًا مؤكدًا. كان نوساكا أحد الأعضاء المؤسسين للحزب الشيوعي في بريطانيا العظمى؛ ولكن نشاطه داخل الدوائر الشيوعية البريطانية أدى إلى ترحيله من بريطانيا في عام 1921. 
سافر نوساكا عبر الاتحاد السوفيتي (اتحاد الجمهوريات الاشتراكية السوفيتية) بعد مغادرة بريطانيا. عاد إلى اليابان في عام 1922 حيث شارك في تأسيس الحزب الشيوعي الياباني. أصبح نوساكا منظمًا عماليًا، ولكنه اعتُقِل مرتين من قبل الحكومة اليابانية بسبب أنشطته. عاد نوساكا سرًا إلى الاتحاد السوفيتي في عام 1931، بعد إطلاق سراحه من السجن للمرة الثانية، وأصبح عميلًا للكومنترن (الشيوعية الدولية). سافر إلى الساحل الغربي للولايات المتحدة حيث عمل جاسوسًا منذ عام 1934 حتى عام 1938.
عمل نوساكا في الصين منذ عام 1940 حتى عام 1945 بعد مغادرة الولايات المتحدة، ودعم الحزب الشيوعي الصيني من خلال تشجيع وتجنيد الجنود اليابانيين الأسرى لدعم الشيوعيين الصينيين والقتال من أجلهم ضد الجيش الإمبراطوري الياباني؛ وتنسيق شبكة تجسس تعمل في جميع أنحاء الصين المحتلة من قبل اليابان. عاد نوساكا إلى اليابان مع مئات من الشيوعيين اليابانيين الآخرين بعد استسلام اليابان في عام 1945، وقاد الحزب الشيوعي الياباني هناك أثناء احتلال اليابان.
حاول نوساكا تصنيف الحزب الشيوعي الياباني على أنه حزب شعبوي «محبوب» يدعم انتقال اليابان السلمي إلى الاشتراكية؛ ولكن استراتيجيته تعرضت لانتقادات داخل الحزب وداخل الاتحاد السوفيتي. أيد الحزب الشيوعي الياباني العنف مؤقتًا خلال الحرب الكورية، واختفى نوساكا من الحياة العامة وتوارى عن الأنظار. عاد للظهور مرة أخرى لقيادة الحزب الشيوعي الياباني مرة أخرى في عام 1955؛ وحاول بعد ذلك زعزعة المعاهدة الأمنية الأمريكية اليابانية من خلال تنظيم مظاهرات عامة؛ ولكنه دعم بشكل عام دور الحزب الشيوعي الياباني كحزب سلمي. أصبح نوساكا رئيسًا للحزب الشيوعي الياباني في عام 1958، وهو المنصب الذي شغله حتى تقاعده عن عمر يناهز 90 عامًا، وأُعلِن بعد ذلك رئيسًا فخريًا. انضم نوساكا إلى هيئة التدريس في جامعة كيئو، وكان محبوبًا على نطاق واسع بين المثقفين اليساريين حتى الفترة التي سبقت وفاته بقليل؛ وذلك عندما كشف سقوط الاتحاد السوفيتي عن جوانب مثيرة للجدل لعلاقته بنظام ستالين الشيوعي.

## الأنشطة في الصين
أقام نوساكا في قاعدة جيش التحرير الشعبي الصيني في يانان، في مقاطعة شنشي، منذ مارس 1940 حتى نهاية عام 1945، خلال الحرب اليابانية الصينية الثانية، وترأس هناك رابطة تحرير الشعب الياباني. شاركت الرابطة في «إعادة توجيه» العديد من أسرى الحرب اليابانيين، وخلقت دعاية لمصلحة الشيوعيين الصينيين. استخدم الشيوعيون القوات اليابانية التي استولوا عليها في مختلف الأدوار المدنية والعسكرية، وقُدِّروا بشكل خاص لأن مستوى خبرتهم الفنية كان عمومًا أكبر من مستوى معظم الجنود الصينيين. لعبت القوات اليابانية «التي أُعيد توجيهها» دورًا أساسيًا في عدد من الانتصارات الشيوعية بعد الحرب العالمية الثانية، بما في ذلك حملة بنغجين في عام 1949؛ وأدار المدفعيون اليابانيون معظم المدفعيات التي أرسلها الشيوعيون. كانت طريقة «إعادة التوجيه» التي ابتكرها واستخدمها نوساكا فعالة للغاية بشكل عام.
كان جيش التحرير في البداية قوة تشكلها عصابات فقط بدون مرافق لسجن أسرى الحرب. كانت سياسة جيش الطريق الثامن، القوة الشيوعية الرئيسية النشطة خلال الحرب العالمية الثانية، هي استجواب السجناء ثم إطلاق سراحهم. تغيرت سياسة جيش التحرير تدريجيًا إلى سياسة إعادة تدريب أسرى الحرب، بعد ظهور تقارير تفيد بأن اليابانيين كانوا يعاقبون السجناء اليابانيين بعد عودتهم، وبدأ الشيوعيون في تنفيذ هذه السياسة بعد وصول نوساكا إلى يانان. كان الجيش الياباني يبني فكرة الموت بدلًا من الاستسلام في ضباطه وجنوده بحلول وقت الحرب مع الصين. أُسِر الجنود المصابين بسهولة، وكانوا يشكلون الجزء الأكبر من أسرى الحرب اليابانيين. اعتقد اليابانيون المأسورين أنهم سيُقتلون، ولكنهم بدأوا بتلقي الطعام والملابس، وبدأوا في تطوير علاقة مع خاطفيهم.
كان هناك العديد من الأسباب التي جعلت أسرى الحرب اليابانيين يختارون الانضمام إلى الشيوعيين الصينيين؛ وذلك إلى جانب نظام نوساكا للتلقين النفسي. حرص المقاتلون الشيوعيون منذ البداية على تطوير علاقة مع سجنائهم من خلال معاملتهم بشكل جيد. نُقِل الجنود اليابانيين الأسرى بشكل عام عندما علموا بالظروف الرهيبة التي فرضتها الحرب على الشعب الصيني، وهي حالة لم يتعرضوا لها قبل أسرهم. أدت الاحتمالية المتزايدة للهزيمة إلى إثارة القلق بين الجيش الياباني مع اقتراب نهاية الحرب. لم يتلق الجنود اليابانيون أبدًا أي تدريب حول كيفية التصرف كأسرى حرب بسبب سياسة الجيش الياباني بعدم الاستسلام أبدًا؛ فواجه الكثيرون الخزي والعقاب والمجاعة عند عودتهم إلى صفوف اليابانيين. 
انتحر العديد من الجنود اليابانيين بعد أسرهم، وتعاطف أولئك الذين اختاروا العيش بشكل عام مع الصينيين. كان الجيش الياباني على علم بوجود الجنود اليابانيين الشيوعيين التابعين لنوساكا؛ وكان يخشى من هذه الظواهر بما لا يتناسب مع تهديدهم الفعلي. كتب كوجي أريوشي، وهو أمريكي التقى نوساكا في يانان، أن نوساكا كان «المواطن الياباني الذي ساهم بلا شك أكثر في الحرب ضد النزعة العسكرية اليابانية». حاول الجيش الياباني استخدام العديد من الجواسيس والقتلة من أجل القضاء على نوساكا (الذي استخدم اسم «أوكانو سوسومو» طوال فترة الحرب)، ولكنه لم ينجح. احتفظ نوساكا بشبكة من العملاء في جميع أنحاء الصين التي احتلتها اليابان؛ والتي استخدمها لجمع المعلومات حول الأحداث داخل الإمبراطورية اليابانية وحول الحرب.
بقي وجود نوساكا في الصين سريًا منذ عام 1940 حتى عام 1943، وأدار عمل مكتب أبحاث القضية اليابانية تحت اسم صيني عُرِف بلين جيه. أدى عمله مع مكتب الأبحاث في يانان إلى تحديث معلومات يانان الاستخباراتية عن اليابان. جمع نوساكا الصحف والمطبوعات الأخرى من اليابان. اهتم نوساكا وطاقمه بتحليل الأحداث الجارية في اليابان والصين للبحث عن العدو، وفعل ذلك من خلال تخزين الصحف، والمجلات، واليوميات اليابانية التي اشتروها أو استولوا عليها في ساحة المعركة.
قاتل الأسرى اليابانيون التابعين لنوساكا الذين أُعيد توجيههم بحرية من أجل الشيوعيين الصينيين بمجرد اكتمال إعادة توجيههم. عاش اليابانيون حياة طبيعية بدون حراس في يانان، وامتلكوا متجرًا تعاونيًا، وطبعوا نشراتهم الإخبارية ودعاياتهم. استخدم الضباط الأمريكيون الزائرون جنود نوساكا اليابانيين في نقد وتحسين أساليبهم الخاصة في الحرب النفسية المعادية لليابان. بدأ نوساكا في مسيرة مع حوالي 200 فرد من الشيوعيين اليابانيين الآخرين عبر شمال الصين بعد فترة وجيزة من استسلام اليابان في عام 1945. وصلت المسيرة إلى الساحل بعد اصطحاب مئات اليابانيين الآخرين على طول الطريق؛ فطالبوا الأمريكيين الأوائل الذين عثروا عليهم بالعودة الفورية إلى الوطن، وأعلنوا عزمهم على العودة والعمل «من أجل إضفاء الطابع الديمقراطي على اليابان وإحلال السلام في الشرق الأقصى». لا توجد سجلات للعدد الدقيق لليابانيين الذين «أُعيد توجيههم» من قبل نوساكا، والذين اختاروا البقاء في الصين التي تحتلها الشيوعية بعد عام 1945، ولكن التقديرات تشير إلى أن «العدد يجب أن يكون كبيرًا».
لم ينس القادة الذين عملوا مع نوساكا مساهماته في النصر النهائي لجيش التحرير في الصين. أشاد الجنرال الأعلى رتبة حينها، لين بياو، بنوساكا علنًا في الذكرى العشرين لهزيمة اليابان في عام 1965.